# Паратетис
Паратетис је назив за праисторијско, терцијално море, које се протезало од средње Европе до средње Азије и одвајало је Лауразију и Гондвану Море је било остатак Тетиса, некадашњег екваторијалног океана, који се током миоцена одвојио од Атлантског и Индијског океана. Паратетис се састојао од неколико базена (Панонског, Дацијског, Понтског и Аралско-каспијског), а морски простор јужније од Паратетиса је данашње Средоземно море. Та два одвојена мора су међусобно била повезана јужноалпским јарком, односно динарским и егејским теснацима. Формирано је у епохи Јуре, а било је одвојено од океана Тетис копненом масом која је касније формирала Алпе, Карпате, Динариде, Таурус и Елбурз. У епохи Плиоцена, Паратетис је постао плићи. Остаци Паратетиса су данашње Црно море, Каспијско море и Аралско море, као и Нежидерско језеро и Балатон.